# Festuca lugens
Festuca lugens är en gräsart som först beskrevs av Eugène Pierre Nicolas Fournier, och fick sitt nu gällande namn av Albert Spear Hitchcock och Hern.-xol. Festuca lugens ingår i släktet svinglar, och familjen gräs. Inga underarter finns listade i Catalogue of Life.